# 6 Dywizjon Artylerii Przeciwpancernej

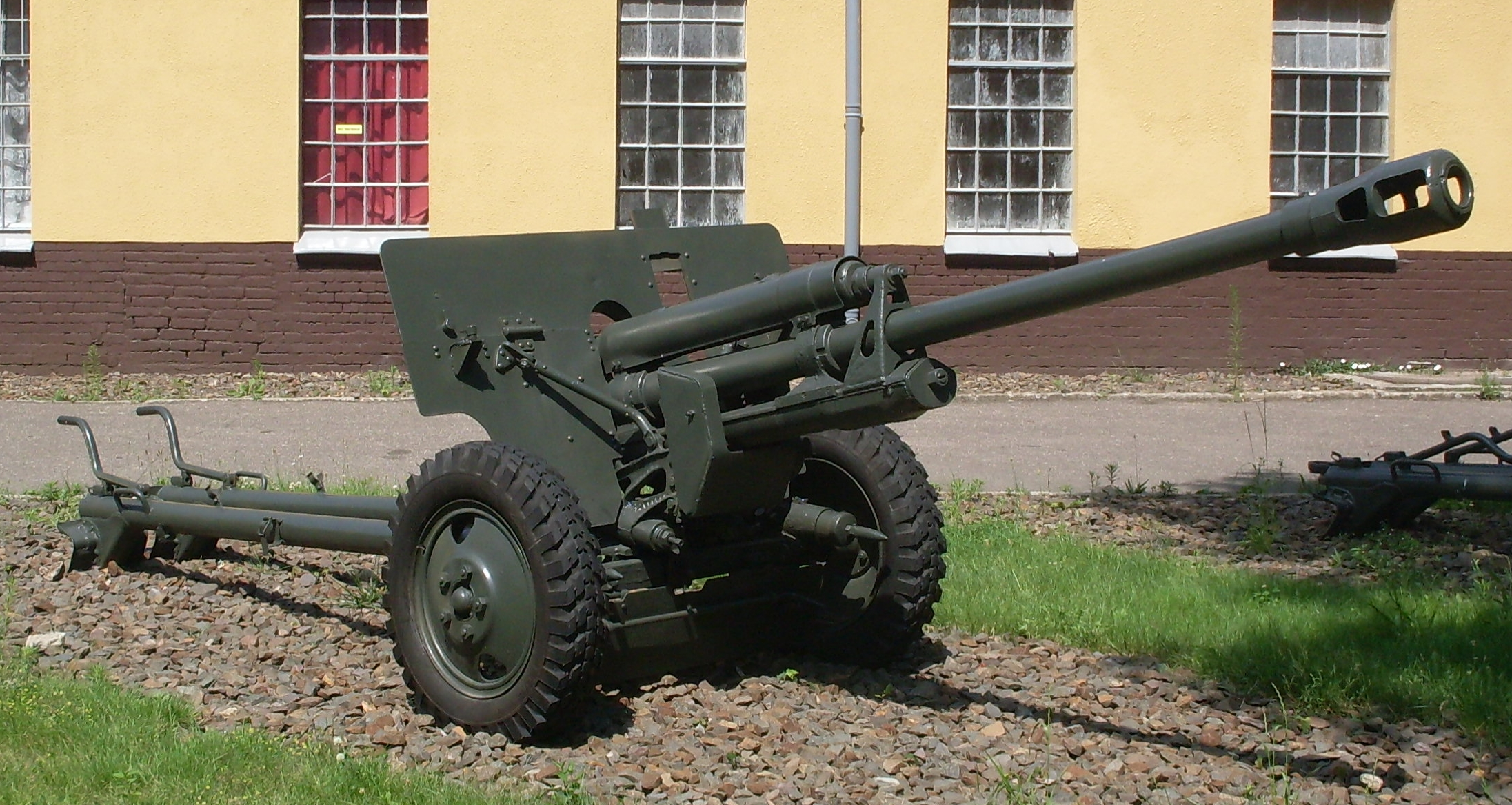
76 mm armata wz. 1942 (ZiS-3)

6 dywizjon artylerii przeciwpancernej (6 dappanc) – pododdział artylerii przeciwpancernej ludowego Wojska Polskiego.

## Formowanie i zmiany organizacyjne
Dywizjon został sformowany jesienią 1945 roku, w składzie 5 Dywizji Piechoty. Stacjonował w Sulechowie. Jesienią 1950 roku dyon został przeniesiony do Wędrzyna, a w październiku 1951 roku do Kęszycy. W 1955 roku jednostka została dyslokowana do Skwierzyny. W 1957 roku, po rozwiązaniu 5 Saskiej Dywizji Piechoty, dyon został podporządkowany dowódcy 4 Pomorskiej Dywizji Piechoty. W 1962 roku jednostka została rozformowana.

## Struktura organizacyjna
- Dowództwo
- sztab
- pluton dowodzenia
- trzy baterie armat przeciwpancernych
  - dwa plutony ogniowe po 2 działony

Razem według etatu 2/79 w 1948: 164 żołnierzy i 12 armat 76 mm ZiS-3